# Formatieve periode
De formatieve periode (Engels: Formative stage), ook wel preklassieke periode genoemd, is een periode in de Amerikaanse archeologie uit de indeling van Gordon Willey en Phillip Phillips. Deze periode loopt van omstreeks 2000 v.Chr. tot omstreeks 500.
De formatieve periode wordt voorafgegaan door de archaïsche periode. De opkomst van de landbouw markeert de overgang tussen beide periodes. Tijdens de formatieve periode ontwikkelde de pottenbakkerij en de weverij zich en ontstonden de eerste permanente nederzettingen.
De formatieve periode wordt opgevolgd door de klassieke periode.

## Noord-Amerika

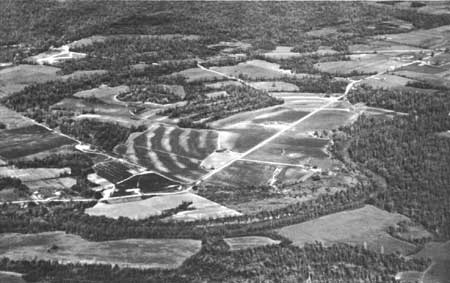
Resten Poverty Point vanuit de lucht

In Noord-Amerika kwam rond 1300 v.Chr. Poverty Point in Louisiana op. Dit was de eerste echt grote plaats langs de Mississippi en tevens de oudste “stad” in Noord-Amerika.  
Niet heel veel later begon in de huidige Amerikaanse staat Ohio een andere groep mensen met het oprichten van heuvels. Dit waren de Adena. Mogelijk waren dit de voorouders van de Algonquian-mensen maar zeker is dit niet. 
Ook aan de Noordwestkust ontstonden in deze periode de eerste elites. Er was een grote groei in de handel van kostbare producten zoals obsidiaan. Waarschijnlijk werden nu ook de eerste grote plankenhuizen gebouwd waardoor onder andere een verbeterde opslag van voedsel mogelijk werd.

## Meso-Amerika
De pre-klassieke of formatieve periode van Meso-Amerika duurde van ongeveer 2000 v.Chr. tot 300 n. Chr. In deze periode kwamen de eerste beschavingen op. De pre-klassieke periode wordt vaak nog opgedeeld in vroeg pre-klassiek (2000 v. Chr-900 v. Chr), midden pre-klassiek (900 v. Chr-300 v. Chr) en laat pre-klassiek (300 v.Chr.-300 n.Chr.)

## Zuid-Amerika
Vanaf 1800 v.Chr. beginnen de eerste maatschappelijke veranderingen op te treden. Men ontwikkelt het aardewerk en krijgt zo ook de mogelijkheid om voedsel te bewaren. Daarnaast trekt men verder de rivierdalen in, verder van zee af. Ook start nu het tijdperk van de bouw van spectaculaire complexen. De belangrijkste ontwikkelingen spelen zich nu in wat nu Peru heet af. De rivierdalen tussen de Moche en de Mala worden nu bewoond, en in die dalen zijn beschavingscomplexen te vinden in plaatsen als San Jacinto, Cerro Sechín en Las Haldas. Tijdens de vroege formatieve periode bereikte de Casma-Sechincultuur haar grootste bloei. Met de ondergang van de Caral-Supecultuur komt de opkomst van de Chavin-stijl in de kunst.